# Christian Bogø
Christian Bogø, född 26 december 1882 i Köpenhamn, död 5 december 1945 i Köpenhamn, var en dansk författare, dramaturg och pjäsförfattare.